# یوجی اونو
یوجی اونو (ژاپنی: 小野 裕二؛ زادهٔ ۲۲ دسامبر ۱۹۹۲) یک بازیکن فوتبال اهل ژاپن است.
از باشگاه‌هایی که در آن بازی کرده‌است می‌توان به باشگاه فوتبال یوکوهاما مارینوس، باشگاه فوتبال استاندارد لیژ، باشگاه فوتبال سنت ترویدنس و باشگاه فوتبال ساگان توسو اشاره کرد.